# Django (film)
Django is een spaghettiwestern (Italiaanse western) van Sergio Corbucci uit 1966. De film sloeg aan in de Europese bioscopen en was de doorbraak van hoofdrolspeler Franco Nero. Het was de eerste film in de zogenaamde Modder & Bloed-trilogie. De andere twee waren Il grande silenzio (1968) en Gli specialisti (1969).

## Verhaal
Een spookstadje aan de Mexicaanse grens, waar alleen nog een uitbater van de plaatselijke saloon met zijn meisjes is achtergebleven. Deze stad wordt afwisselend bezocht door majoor Jackson en zijn Ku Klux Klan-achtige bende en een bende Mexicaanse bandieten. Dan arriveert de vreemdeling Django. Hij kiest geen partij voor een van de elkaar vijandiggezinde groepen, maar vecht zijn eigen strijd. Django is alleen, de doodkist die hij met zich meedraagt blijkt een machinegeweer te bevatten. Zijn motieven worden duidelijk naarmate de film vordert. Django zint op wraak vanwege de dood van een vrouw genaamd Mercedes, door toedoen van majoor Jackson.

## Rolverdeling
| Acteur                   | Personage               | Opmerkingen          |
| ------------------------ | ----------------------- | -------------------- |
| Franco Nero              | Django                  |                      |
| José Bódalo              | Generaal Hugo Rodriguez | als José Bodalo      |
| Eduardo Fajardo          | Majoor Jackson          |                      |
| Loredana Nusciak         | Maria                   |                      |
| Ángel Álvarez            | Nathaniel, de barman    | als Angel Alvarez    |
| Gino Pernice             | Broeder Jonathan        | als Jimmy Douglas    |
| Simón Arriaga            | Miguel                  | als Simon Arriaga    |
| Remo De Angelis          | Ricardo                 | als Erik Schippers   |
| Giovanni Ivan Scratuglia | Klan lid                |                      |
| Silvana Bacci            | Mexicaans saloonmeisje  | (onvermeld)          |
| Rafael Albaicín          | Bendelid van Hugo       | als Raphael Albaicin |
| José Canalejas           | Bendelid van Hugo       | als José Canalecas   |

## Achtergrond
In 1961 maakte de Japanse filmmaker Akira Kurosawa de film Yojimbo. Deze film zou een zeer diepe indruk maken op de Italiaanse filmindustrie. Er zijn na het uitkomen van deze film twee remakes in Italië gemaakt. De eerste kwam uit in 1964, A Fistful of Dollars, gemaakt door regisseur Sergio Leone. In 1966 kwam de tweede remake uit in de Italiaanse bioscoop onder de titel Django, van regisseur Sergio Corbucci. Daar waar de film van Sergio Leone een kopie is van de film Yojimbo, doet Sergio Corbucci een poging zijn eigen draai te geven aan het verhaal dat deze drie films ons proberen te vertellen. Het verhaal is simpel, er zijn twee bendes die ruzie hebben, beide zijn even sterk. Dan komt er een vreemdeling en die schakelt door middel van een eigen bedacht schaakspel de beide bendes uit. De bendes weten de motieven van onze antagonistische held niet en proberen hem om te kopen. De held verkoopt zichzelf steeds aan de hoogste bieder. Uiteindelijk doet hij dat om beide bendes kapot te krijgen.
Het interessante van de film van Corbucci is dat hij veel meer afwijkt van het verhaal dan respectievelijk A Fistful of Dollars en het origineel Yojimbo. We kunnen bij Django ook stellen dat de twee vorige films meer als inspiratie hebben gediend, dan dat Django een letterlijke kopie is. Sergio Corbucci is de film gaan schieten zonder enig script en het eerste half uur van de film is in feite zonder script gedraaid. Toen Sergio niet meer wist hoe hij verder moest, heeft hij zijn broer Bruno gevraagd een script in elkaar te boetseren. Daarna zijn ze doorgegaan met een verhaal van een goudroof en dan uiteindelijk de climax, de wraak op majoor Jackson.

## Analyse
De film Django was zijn tijd ver vooruit, het geweld is zeer expliciet en schokkend. Tegenwoordig is de bioscoopbezoeker niet anders meer gewend bij een gemiddelde actiefilm, maar in de jaren zestig was men daarmee nog niet zo bekend. De regisseur Corbucci was in tegenstelling tot Leone zeer politiek geëngageerd en hij beschouwde zichzelf als een socialist. Het geld in de film brengt niets anders dan narigheid. Majoor Jackson en zijn racistische bendeleden oefenen hun schutterscapaciteiten op Mexicaanse boeren door hen in de rug te schieten. Dit was zeker een verwijzing naar de nazi's die hetzelfde deden in de concentratiekampen. Het publiek ervoer dit soort vormen van geweld als zeer schokkend. De film is bijvoorbeeld om die reden in Engeland nooit uitgebracht. Een andere zeer sinistere vernedering die het publiek voorgeschoteld kreeg, was dat een man gedwongen werd zijn eigen afgesneden oor op te eten. Nieuw was ook het wapenarsenaal van de held. Deze droeg een machinegeweer in een doodskist. In de openingsscène sleept het personage Django Franco Nero letterlijk zijn doodskist achter zich aan.
Omdat de film voor een groot deel zonder script is geschoten is het moeilijk om er logica in te zien. Ook dat de bendeleden van majoor Jackson als rode clanleden waren uitgedost was een improvisatie op het laatste moment. Quentin Tarantino gaf in een interview aan dat hij had nagedacht over de achtergrond van Django. Waarom hij naar het stadje is gekomen en wie die mysterieuze overleden Mercedes was. Hij stelde dat Mercedes juist niet de vrouw van Django geweest kan zijn want dan was hij wel eerder teruggekomen. Django is overduidelijk een veteraan van de noordelijke troepen uit de Amerikaanse Burgeroorlog. Het lijkt alsof hij na de oorlog eerst heeft rondgezworven. Als hij een vrouw had gehad dan was hij wel meteen teruggekomen dus Mercedes kan zijn vrouw niet zijn. Volgens Tarantino had Django samen met de man of vader van Mercedes gevochten, was deze man gestorven maar had voor zijn dood nog iets tegen Django gezegd. Mogelijk had hij Django iets gegeven om aan Mercedes te geven. Toen Django in het stadje aankwam ontdekte hij dat majoor Jackson, van de zuidelijke troepen, de hele zwarte bevolking had uitgemoord en nu waren de Mexicanen aan de beurt. Django zint op wraak omdat hij dit zijn vriend uit de oorlog verplicht is.

## Nalatenschap
Hoe populair de western Django was blijkt uit tientallen films met het woord "Django" in het titel die nochtans niets met het origineel hadden te maken. De naam "Django" was genoeg om de kaartverkoop in de bioscopen te doen stijgen. Franco Nero werd door deze film een megaster in Italië, waar hij altijd veel populairder is geweest dan Clint Eastwood.
In de jaren tachtig kwam het eerste officiële vervolg: Django Strikes Again, waarin Franco Nero opnieuw de hoofdrol speelde. Toen echter was het product Django vergeten en de film flopte.

### Vervolgfilm en spin-offs
- Django Shoots First (1966)
- A Few Dollars for Django (1966)
- Two Sons of Ringo (1966)
- Two Thousand Dollars for Coyote (1966)
- Django Kill... If You Live, Shoot! (1967)
- Ten Thousand Dollars for a Massacre (1967)
- Django the Last Killer (1967)
- Django, Prepare a Coffin (1968)
- Django the Bastard (1969)
- One Damned Day at Dawn… Django Meets Sartana! (1970)
- Django and Sartana Are Coming... It's the End (1970)
- Kill Django... Kill First (1971)
- W Django! (1971)
- Django Strikes Again (1987) - officiële vervolg
- Sukiyaki Western Django (2007)
- Django Unchained (2012) - inspiratie
- A Million Ways to Die in the West (2014) - parodiefilm

## In populaire cultuur
- In Reservoir Dogs van Quentin Tarantino: Mr. Blonde snijdt het oor van een politieagent af.
- Red Dead Revolver, PlayStation 2: Een vijand van Red, Mr. Black, is gewapend met een machinegeweer. Deze heeft hij in een lijkkist verstopt.
- Sukiyaki Western Django, Japanse remake uit 2007 door regisseur Takashi Miike, met een kleine bijrol weggelegd voor Quentin Tarantino.
- Django stopt met roken: een beeldnovelle: een stripboek uit 2010 over hoe Django stopt met roken.
- Django, Een verhaal dat te goor is om na te vertellen: een beeldnovelle: een stripboek uit 2010 over hoe Django een meisje probeert te ontvoeren.
- Enkele van Lee 'Scratch' Perry's nummers met The Upsetters heten "Return of Django", "Django (Ol' Man River)" en "Django Shoots First". Perry noemde zelfs zijn tweede soloalbum "Return Of Django".
- In 2012 regisseerde en schreef Quentin Tarantino de film Django Unchained. Franco Nero speelt hierin een kleine bijrol.